# Mike Gomes
Mike Gomes (sinh ngày 19 tháng 9 năm 1988 ở Neuchâtel) là một hậu vệ bóng đá người Thụy Sĩ hiện tại thi đấu cho Neuchâtel Xamax.